# Внешнеэкономическое объединение Машиноэкспорт
Внешнеэкономическое объединение «Машиноэкспорт», ВО «Машиноэкспорт» — одно из старейших предприятий, в настоящее время федеральное государственное унитарное предприятие, занимающихся внешнеэкономической деятельностью в области экспорта  строительного, транспортного, энергетического и горнодобывающего оборудования, а также в других сферах международного торгово-экономического сотрудничества .
Внешнеэкономическое объединение «Машиноэкспорт»  было создано в соответствии с Распоряжением Председателя Совета Министров СССР И. Сталина от 11 апреля 1952 года № 8827 . В соответствии с данным распоряжением Министерство внешней торговли СССР передало этому Объединению право осуществлять операции по экспорту оборудования горно-рудного, энергетического, электрохимического, химического, легкой и пищевой промышленности.
В годы существования СССР «Машиноэкспорт» стал одним из ведущих специализированных внешнеэкономических организаций, обладающей высокой компетенцией и международным авторитетом во внешнеэкономической сфере.  Были реализованы контракты по строительству за рубежом и оснащению оборудованием различных промышленных предприятий.  В период восьмидесятых годов 20 века на долю «Машиноэкспорта» приходится 10% объема экспорта всех советских машин и оборудования, продукция 500 крупнейших заводов СССР. «Машиноэкспорт» имел агентские соглашения более чем с 50 фирмами в 30 странах, в том числе Англии, Индии, Иране, Италии, Египте, Финляндии, Франции, ФРГ, Швеции, Японии.
После распада СССР ВО "Машиноэкспорт" специализируется на поставке на экспорт промышленного оборудования для машиностроительных предприятий. Кроме того, объединение занимается также урегулированием межгосударственной задолженности, которая возникла в прежние годы. В счёт этих долгов перед Россией Машиноэкспорт закупает в различных странах продукты питания и медикаменты. 